# Dragiša Pavlović
Dragiša Pavlović (Kragujevac, 1943. – Beograd, 1996.) je bivši srpski političar, funkcionar Saveza komunista Srbije u doba SFRJ.
Pavlović je bio predsjednik Gradskog komiteta Saveza komunista Beograda od 1986. do jeseni 1987. godine, kada je na poznatoj Osmoj sjednici CK SK Srbije razriješen svih dužnosti zbog sukoba s tadašnjim predsednikom CK SK Srbije, Slobodanom Miloševićem.